# Jaime Óscar Valdés
Óscar Martín de las Mercedes Armando José Ramón Valdés, después de su profesión religiosa conocido como fray Jaime Óscar Valdés, (La Habana, Cuba, 15 de enero de 1891-Playa de la Malvarrosa, 1936) fue un religioso español, hermano de la Orden Hospitalaria de San Juan de Dios, asesinado en las primeras semanas de la guerra civil española y beatificado en 2013.
Nacido en La Habana, fue niño expósito, depositado a las puertas de la Casa Cuna regentadas por las Hermanas de la Caridad de San Vicente de Paul e ingresó en la Orden Hospitalaria de San Juan de Dios en Ciempozuelos, Madrid, España, en el mes de febrero de 1913. Formó parte de las comunidades de Ciempozuelos y del Hospital de San Rafael de Madrid; destinado a Colombia en 1920, fue nombrado superior de la Casa de la Orden en Bogotá entre 1928 y 1931. Tras su regreso a España pasó a ser vicesuperior de Barcelona en 1931, desde donde pasó a Valencia en 1934. Aquí se encargó de la farmacia y ropería. Solía repetir mucho una frase que hacía muy suya: «Pelean Dios y Lucifer y no ha de salirse éste con la suya». 
Desencadenada la guerra civil española, en la noche del 7 de agosto de 1936, junto con el superior, fue levantado de su cama en el ya desaparecido Asilo-Hospital de la Malvarrosa de los Hermanos de San Juan de Dios que allí atendían a niños discapacitados y fue ejecutado, muriendo cerca del hospital al grito de ¡Viva Cristo Rey! Contaba entonces con 45 años de edad. Sus restos, abandonados en la playa no se conservaron.

## Beatificación
Su misa de beatificación tuvo lugar el 13 de octubre de 2013 en el Complejo Educativo de Tarragona y fue presidida por el prefecto de la Congregación para las Causas de los Santos, el cardenal Angelo Amato, por el presidente de la Conferencia Episcopal Española, Antonio María Rouco Varela, y por el arzobispo de Tarragona, Jaume Pujol Balcells.
Entre los 522 mártires de la Persecución religiosa durante la Guerra Civil Española beatificados en dicha ceremonia en Tarragona estaba el tercer cubano en ser elevado a los altares, en la persona del hermano hospitalario fray Jaime Óscar Valdés.
- Datos: Q16580664